# Pallars Jussà
Pallars Jussà là một comarca (hạt) ở Catalonia, Tây Ban Nha.

## Các đô thị
Dân số năm 2005.
- Abella de la Conca - 183
- Castell de Mur - 173
- Conca de Dalt - 439
- Gavet de la Conca - 313
- Isona i Conca Dellà - 1.149
- Llimiana - 168
- La Pobla de Segur - 3.043
- Salàs de Pallars - 334
- Sant Esteve de la Sarga - 144
- Sarroca de Bellera - 145
- Senterada - 113
- Talarn - 344
- La Torre de Cabdella - 732
- Tremp - 5.286